# Münstertal (Alpental)

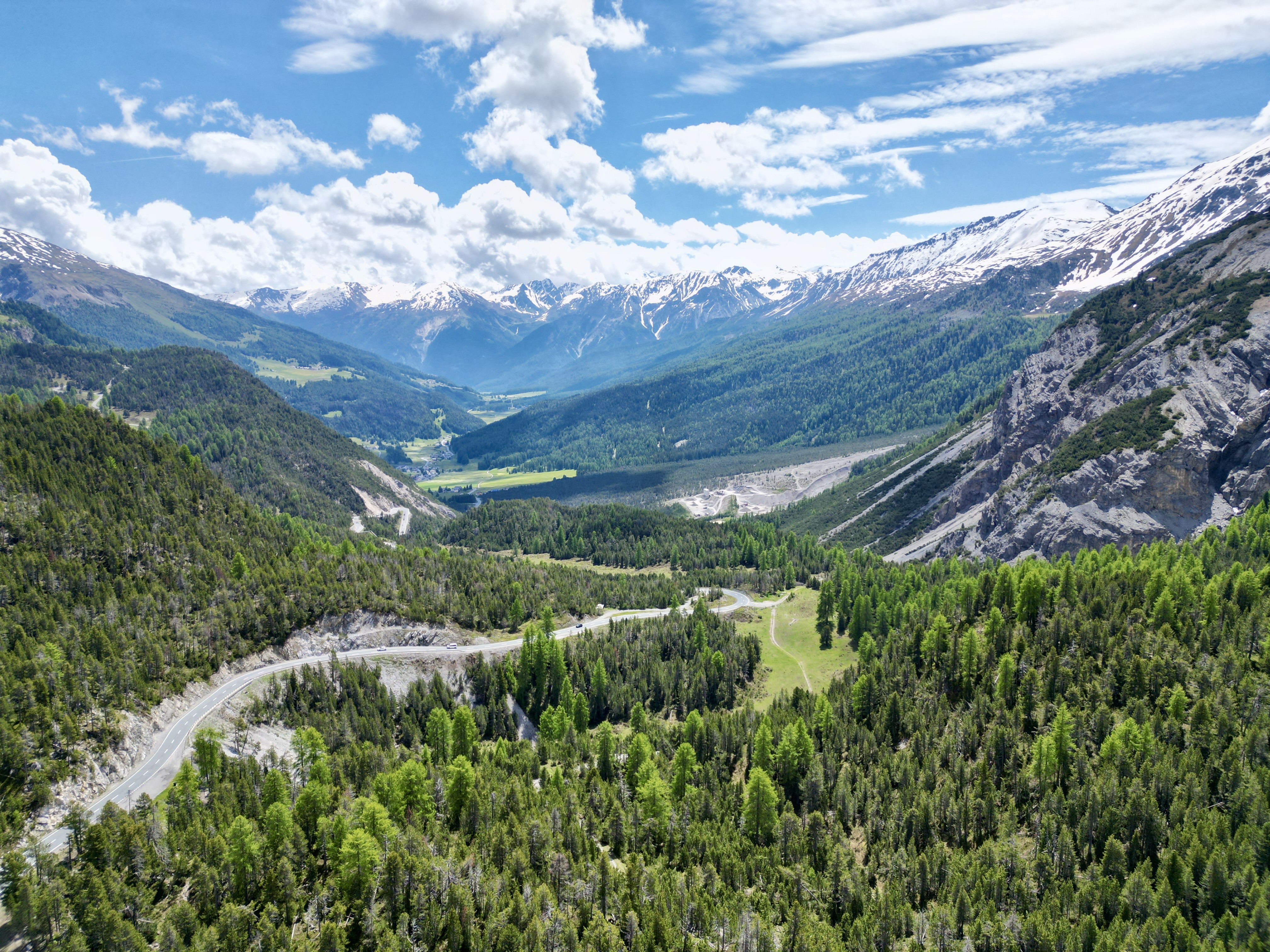
Das Münstertal südöstlich des Ofenpasses

Das Münstertal (rätoromanisch Val Müstair, [ˌvalmyˈʃtaɪ̯r]ⓘ; italienisch Val Monastero) ist ein Tal in den Alpen, das sich vom äussersten Osten des Schweizer Kantons Graubünden ins italienische Südtirol erstreckt.  Es trennt die Sesvennagruppe im Norden von den Ortler-Alpen im Süden.
Von Westen bzw. von der Schweizer Seite aus erreicht man das Münstertal über das Engadin und den Ofenpass, von Osten bzw. von der italienischen Seite aus über den Vinschgau. Von Sta. Maria im Münstertal führt der Umbrailpass ins Veltlin.

## Geographie
Das Münstertal ist rund 25 Kilometer lang und erstreckt sich vom Ofenpass im Westen zum Vinschgau, dem obersten Teil des Etschtals, im Osten. Das Tal wird unter anderem von den Bergen Piz Daint, Piz Turettas, Piz Lad, Piz Chavalatsch im Süden und vom Piz Terza im Norden umgeben. 
Topographisch kann das Münstertal in drei Talstufen eingeteilt werden. Auf der obersten liegen die Orte Tschierv und Fuldera, auf der mittleren Valchava und Sta. Maria und auf der untersten Müstair und – im italienischen Südtirol – Taufers. Die italienisch-schweizerische Staatsgrenze bildet zugleich die rätoromanisch-deutsche Sprachgrenze. Die Engstelle vor dem Austritt ins Etschtal wird Calven genannt, bekannt durch die Schlacht an der Calven.
Durch das Tal fliesst der Rambach, der bei Glurns in die Etsch mündet.
Das Münstertal, im Südtiroler Teil durch die SS 41 erschlossen, ist mit der Hauptstrasse 28 über den Ofenpass mit dem Engadin verbunden. Seit 1927 verkehrt das Postauto von Zernez, am 5. Mai 2005 wurde die Linie bis Mals verlängert. Zu Beginn des 20. Jahrhunderts bestanden mit dem Projekt der Ofenbergbahn sogar Pläne für eine Bahnverbindung. Nach der Wiedereröffnung der Vinschgaubahn wird die Möglichkeit einer Verbindung von Scuol durch einen Tunnel nach Müstair und weiter nach Mals wieder diskutiert.

## Kultur, Geschichte
Das Münstertal war am 22. Mai 1499 Schauplatz der Schlacht an der Calven, einer der furchtbarsten Schlachten zu Ende des Mittelalters, in der die Bündner die Versuche der Habsburger unter Kaiser Maximilian I., Graubünden zu annektieren, endgültig verhinderten.
Das Münstertal ist das einzige Bündner Südtal, in welchem Rätoromanisch gesprochen wird. Der Taldialekt Jauer ist eine Unterart des Vallader (Unterengadinerromanisch). In den Schulen und auf den Behörden wurde von 2008 bis 2012 dem Rumantsch Grischun als Schriftsprache der Vorzug gegeben. Seither ist im Bündner Teil des Tals wieder Vallader Alphabetisierungs- und Behördensprache, wobei das Bundesgericht entschieden hat, dass mit Rumantsch Grischun eingeschulte Kinder weiterhin in dieser Varietät zu unterrichten sind. In der Gemeinde Taufers, dem Südtiroler Teil des Tals, sind hingegen rund 98 Prozent der Bevölkerung deutscher Muttersprache.
Während die Orte auf den oberen beiden Talstufen reformiert sind, sind die beiden Orte auf der unteren Talstufe katholisch. 
Im Ort Müstair steht das bekannte Benediktinerkloster St. Johann mit dem Status eines UNESCO-Weltkulturerbe.
Das Tal sorgte im Sommer 2005 für Schlagzeilen, als ein Braunbär aus dem Südtirol einwanderte und sich vor Touristen präsentierte. Beim Lumpaz (deutsch: Lausbub) genannten Bären (offiziell JJ2) handelt es sich um den Bruder des zehn Monate später in Bayern getöteten Bruno (JJ1).

## Gemeinden im Münstertal
Im Münstertal besteht auf Schweizer Gebiet mit der Gemeinde Val Müstair nur eine Gemeinde. In der Gemeinde leben rund 1600 Menschen.
Sie entstand am 1. Januar 2009 aus der Fusion der bis dahin selbstständigen Gemeinden:
- Tschierv
- Fuldera
- Lü
- Valchava
- Sta. Maria – der Hauptort des Tals
- Müstair

Auf italienischer Seite gehört der Grossteil des Münstertals zur Gemeinde Taufers im Münstertal. Der Talausgang befindet sich im Gemeindegebiet von Mals.

## Gesundheitswesen
Die Gesundheitsversorgung im Tal besorgt das Ospidal Val Müstair in Santa Maria. Das Spital ist mit 85 Angestellten und vier Ärzten das zweitkleinste Schweizer Spital (nach dem Spital von Promontogno im Bergell), aber der grösste Arbeitgeber des Tals. Es dient als Akutspital für ambulante Eingriffe, Pflegeheim, Hausarztpraxis und Zentrale des Rettungsdienstes.

## Naturschutz
Seit 2010 gehört der schweizerische Teil des Münstertals zum Biosphärenreservat Val Müstair Parc Naziunal der UNESCO. Dabei bildet der Schweizer Nationalpark die Kernzone und das Münstertal die Pflege- und Entwicklungszone. Die Pflegezone soll störende Einflüsse auf die Kernzone möglichst beschränken und ist vor allem für eine nachhaltige land- und waldwirtschaftliche Nutzung vorgesehen. Die Entwicklungszone dient als Siedlungs- und Wirtschaftsraum. Die Anerkennung des Biosphärenreservat erfolgte unter der Auflage, dass die Kernzone bis 2013 vollumfänglich von einer Pflegezone umgeben ist. Hierzu müssen die an den Nationalpark angrenzenden Engadiner Gemeinden in das Projekt eingebunden werden.
Im gleichen Jahr erhielt das Münstertal vom Bundesamt für Umwelt die Anerkennung als regionaler Naturpark von nationaler Bedeutung.
Die südlichen Flanken des italienischen Talabschnitts liegen im Nationalpark Stilfserjoch.

## Galerie

Historisches Luftbild von Werner Friedli (1954)
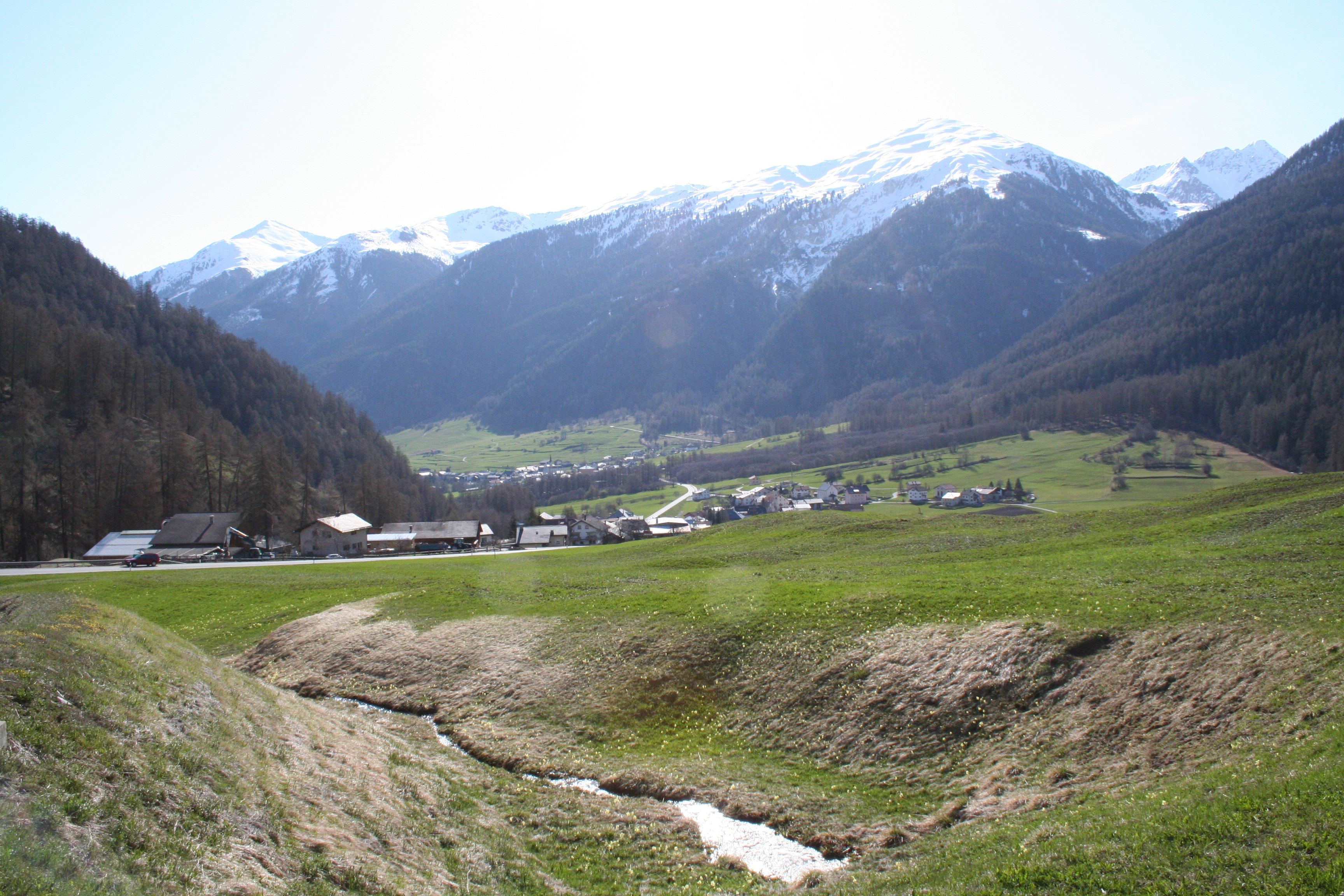
Münstertal bei Tschierv
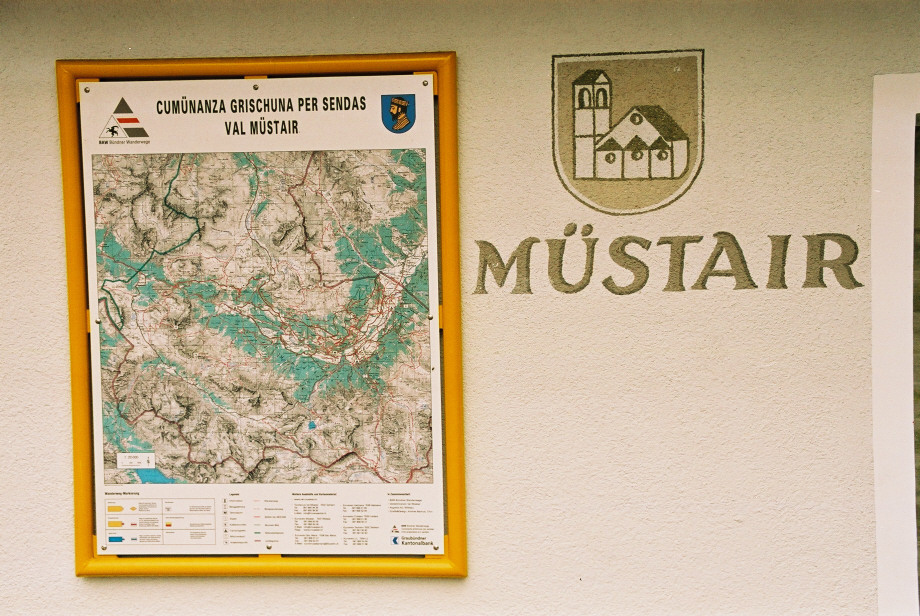
Informationstafel
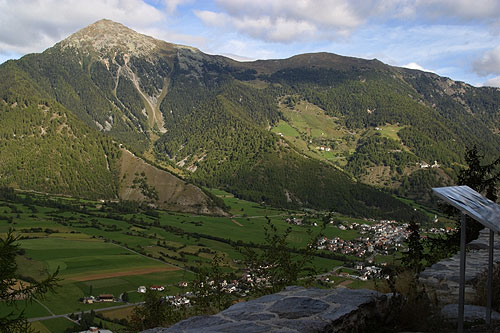
Blick auf Taufers im Münstertal